# Final Fantasy X-2
Final Fantasy X-2 Final Fantasy X-2 (ファイナルファンタジーX-2 Fainaru Fantajī Ten Tsu?) fue desarrollado por Square en 2003 después de Final Fantasy X para el sistema PlayStation 2, llegando a Europa en el 2004. 
Final Fantasy X es uno de los pocos Final Fantasy que tiene continuación, ya que casi todas las partes han sido autoconclusivas.
Durante el Tokyo Game Show de 2011 Sony dio a conocer que se haría una adaptación en alta definición del Final Fantasy X junto con el Final Fantasy X-2 para PlayStation 3 y PlayStation Vita,  que finalmente se puso a la venta en Japón en diciembre de 2013, mientras que en Norteamérica y Europa salió en marzo de 2014. En mayo de 2015 la versión en alta defición también se distribuyó para PlayStation 4 y un año más tarde, en mayo de 2016, para PC.

## Argumento
Spira... dos años después de La Calma. El Clero y el Dogma de Yevon han perdido casi todo su poder y los sacerdotes del templo ya no se sienten útiles en la sociedad. Las máquinas albhed ya están permitidas y la mayoría de la gente ha tenido que buscarse otro objetivo en la vida, muy distinto al anterior, ya que la mera existencia de Sin les condicionaba. Grupos como los legionarios, no saben que hacer tras la muerte de su enemigo. Yuna, antigua invocadora, dedica ahora sus días a recibir en Besaid a todo aquel que quiera hablar con la Alta Invocadora, pero siente que algo falta en su tranquila vida.
La Calma eterna ha provocado un enorme cambio en Spira, las sonrisas de la gente, los juegos, las actuaciones... todo es nuevo y para bien o para mal, Spira está cambiando a una velocidad increíble.
Por otro lado, un inesperado mensaje de Rikku convence a Yuna para abandonar todo y emprender nuevas aventuras. El mensaje parece ser una esfera, en la que puede vislumbrarse un video de quien parece ser Tidus, encarcelado... El futuro de Yuna, Rikku y Paine estará por decidir. Comenzarán su viaje como Caza-esferas adoptando el nombre de "Las Gaviotas", y junto a Hermano, Colega y Shinra (un joven Albhed superdotado) viajaran por toda Spira en busca de las esferas que les den alguna pista para poder llegar hasta "Él"...

### Capítulo 1
El juego comienza con Yuna cantando la canción "real Emotion" (Emoción Real en español). Durante la secuencia de video se puede observar a Rikku y a Paine luchando contra unos guardias que en realidad son unos esbirros de Leblanc. Rikku y Paine llegan hasta el escenario y luchan contra la falsa Yuna y sus secuaces, pero consigue huir en mitad de la batalla. Rikku y Paine la persiguen por el puerto de Luca hasta que las asaltan Logos y Ormi, los compañeros y secuaces de Leblanc. Entonces aparece la verdadera Yuna y la falsa Yuna que, resulta ser Leblanc, líder del Sindicato Leblanc y cazaesferas. Tras una pelea, Leblanc devuelve la Losa de Atuendos a Yuna junto a la vestisfera Estrella Pop. Yuna se pone dicha vestisfera y acaba bailando. Las chicas se suben a la nave Celsius, donde se hacen todas las presentaciones. 
El Celsius es la nave de las Gaviotas, el grupo de cazaesferas al que pertenecen las protagonistas. Se puede ver a Rikku, que se siente un poco culpable ya que se siente como si hubiera raptado a Yuna; a Paine, la nueva chica cazaesfera; a Hermano, líder y piloto de las Gaviotas; Colega, el copiloto del Celsius; y a Shinra, el chico prodigio. 
La siguiente misión es ir al Monte Gagazet para buscar una esfera preciosa. Una vez allí, las chicas se topan con Leblanc, tras una pelea, una carrera y otra pelea con una araña gigante logran hacerse con la esfera, que resulta ser la vestisfera de maga negra. Observan el contenido de la esfera, pero no resulta ser muy apasionate, y de hecho es una birria -se ve a un hombre en Zanarkand de hace 1000 años hablando sobre que esta nervioso porque alguien le va a dar la mano-. En ese momento, Colega detecta la señal de 2 esferas procedentes de Isla Besaid y Ruinas de Zanarkand.
Las chicas se dirigen a Isla Besaid, Yuna vuelve a su hogar después de haberse fugado. Allí se encuentran con Wakka y Lulu que están felizmente casados y esperan un bebé. Wakka se acuerda que su hermano, Chappu, le habló acerca de una esfera en la que aparecían sus padres, entonces Yuna, Rikku y Paine se adentran en una caverna donde logran hallar la esfera, pero no resulta ser nada acerca de la familia de Wakka(es la vestiesfera maga blanca). A Wakka le surgen dudas por si será buen padre o no, pero Yuna y Rikku le animan. Tras esto, se embarcan hacia Zanarkand.
Las Ruinas de Zanarkan se han convertido en una atracción turística. Isaaru, antiguo conocido de Yuna e invocador, hace de guía por la ciudad sagrada. En el antiguo estadio de Blitzball se encuentran a Cid, el padre de Rikku y Hermano, que resulta ser quien mueve el negocio del turismo por Zanarkand. Rikku se enfada con su padre por profanar tal lugar sagrado y deciden buscar la esfera. Yuna y compañía se enfrantan a un dragón y consiguen la nueva esfera que resulta estar partida. Ya en el Celsius, llega la alerta de una esfera especial en Kilika. 
Yuna, Rikku y Paine emprenden el viaje hacia Kilika rápidamente, allí se encuentran con la Liga Juvenil y su líder, Nooj. Nooj desea recuperar la esfera que se encuentra en el templo de Kilika y que esta sobre el dominio de Nuevo Yevon. Tras una serie de altercados, las chicas llegan al templo, donde una monje de Nuevo Yevon envía a una máquina para que se enfrente a las chicas. Una vez derrotada, se hacen con la esfera quitándosela así tanto a la Liga Juvenil como a Nuevo Yevon.

### Capítulo 2
El capítulo 2 comienza tras el exitoso apoderamiento de la Esfera alucinante de Kilika. En ella se puede ver a una máquina gigantesca y al chico rubio por el que Yuna se unió a las Gaviotas (tidus). Este chico dice algo acerca de Lenne, una misteriosa chica de la cual se sabrá más en un futuro. 
Hermano decide devolver la esfera a uno de los 2 grupos, la Liga Juvenil o Nuevo Yevon. El problema es que si le dan a unos la esfera, el otro grupo se enemistará con las Gaviotas. Para aliviar esta tensión Yuna se ofrece a dar un concierto en el barco al que asisten todos los pasajeros del barco. Yuna acaba el concierto celosa por la tal Lenne, por lo que decide descansar en su cama. Yuna tiene una pesadilla en la que se le ve con Tidus por unos pasadizos y son seguidos por unos guardias. Al llegar delante de la máquina de la esfera de Kilika, Tidus y Yuna son tiroteados por los guardias. 
Tras este espantaso sueño Yuna, junto a los demás, emprende el viaje hacia una de las 2 Sedes (Liga Juvenil o Nuevo Yevon, la que tu eligas). Esto afectará al porcentaje de juego visto. En cualquier caso, cuando Yuna devuelve la esfera, se encuentra con que Leblanc y sus secuaces han robado la esfera partida que se encontraron en Ruinas de Zanarkand. Pero las Gaviotas deciden actuar y recuperar la esfera robada mediante la infiltración en la guarida de Leblanc vestidas como esbirras de ella. Las chicas consiguen tres trajes: uno en el camino de Djose, un segundo en Bikanel y el último en el Monte Gagazet. Finalmente ponen rumbo a la mansión de Leblanc situada en Guadosalam (antigua casa de Seymour Guado de Final Fantasy X ). Para camuflarse mejor, las chicas se ponen a las órdenes de Leblanc.
Las chicas encuentran el laberinto donde tienen la esfera robada, pero eso sí, ya esta entera. Tras meterle una buena zurra a Leblanc, Ormi y Logos, recuperan la esfera, y ven que en ella aparece la misma máquina de la otra vez, la cual se llama Vegnagun, descubriendo que se encuentra en Bevelle. Yuna decide que debe destruir a la máquina y se encamina hacia Bevelle junto a Rikku y Paine, y también con Leblanc, Ormi y Logos que se han pasado a su bando. La acogida en Belleve es diferente dependiendo a quién hayas entregado la esfera al principio de este capítulo. Si se la diste a la Liga Juvenil, tendrás que ir derrotando a guardias hasta entrar en el templo. De lo contrario, si le diste la esfera a Nuevo Yevon, la acogida será estupenda. 
Las chicas y el Sindicato Leblanc consiguen infiltrase en el templo de Bevelle que está infestado de monstruos. Las chicas tienen que pasar por la desactivación de unas especies de escaleras para poder pasar, unas góndolas que suben y bajan, pero al final llegan a su destino. Se encuentran a Baralai, director de Nuevo Yevon. El les explica que debe proteger a Vegnagun de ellas y de Nooj, en general de todo el mundo, y no les deja pasar. Paine se decide a luchar y Yuna y Rikku la siguen. Tras derrotar al director de Nuevo Yevon, llegan a un sitio familiar, el lugar donde estaba Vegnagun, que ahora es una fosa con miles de lucilos alrededor. Todo parece estar en calma hasta que aparece un inmenso dragón que resulta ser el eón Bahamut (en este caso oscuro) que luchó junto a Yuna en el pasado. Yuna no puede luchar contra él así que intenta detenerle mediante las palabras, pero Paine actúa convenciendo a Yuna que la única manera de detenerle es peleando con él.
Tras esto empiezan las dudas de Yuna acerca de lo intestable que puede ser la Calma Eterna. Justo en ese momento, llega un aviso de alerta del Celsius, algo está pasando por toda Spira.

### Capítulo 3
Las chicas llegan a la nave y son informadas por Hermano de que los templos de toda Spira están escupiendo monstruos. Paine se opone a la idea de ir a ayudar ya que las Gaviotas son cazaesferas, no protectoras de la sociedad, así que Rikku tiene la idea de que pasen a ser un grupo que se dedique a ayudar a la gente por un determinado precio. Así las Gaviotas pasan a ser las Gaviotas Serviciales.
La primera misión de las Gaviotas Serviciales se encuentra en Besaid, donde Wakka y los demás están intentando acabar con los monstruos. Pero allí se encuentra Beclem, nuevo entrenador de los Besaid Aurochs que propone quemar el templo ya que la época de Yevon ya pasó y así se solucionaría el problema rápidamente. Wakka se opone a él y entonces Yuna decide actuar adentrándose en las profundidades del Templo de Besaid. Tras pasar el recorrido del templo llegan al lugar donde Wakka se encontraba, y allí las chicas le dicen que se abstenga de luchar ya que ha de cuidar de su futuro hijo y de Lulu. Las Gaviotas llegan a la Cámara del Orador donde se encontrar a Valefor, el primer eón de Yuna que es el causante de que el templo de Besaid arroje monstruos. A las chicas no le queda más que la opción de luchar contra él. Tras derrotarle, Yuna recuerda que es el lugar donde empezó su peregrinaje, su primer eón, y el sitio donde por primera vez vio a Tidus. Tras esto, el grupo viaja a Kilika, dispuesto a limpiar el templo de monstruos.
Tras cruzar las barricadas colocadas por la Liga Juvenil, Yuna, Rikku y Paine llegan al templo, donde los de Nuevo Yevon luchan incansablemente contra la marea de monstruos que proceden de la cámara del orador. Después de rescatar a Barthello, el cual anhela regresar junto a Dona, las chicas se enfrentan a Ifrit, el segundo eón que Yuna consiguió dos años atrás. Cuando derriban al monstruo, el grupo recibe un mensaje de auxilio por parte de Los Mecanistas, en el templo de Djose, donde también han comenzado a aparecer monstruos.
Al llegar a la cámara del orador el grupo se enfrenta a Ixion, el eón del rayo, que acaba siendo derrotado también, pero en un último suspiro arroja a Yuna al vacío por el agujero que hay en la cámara del orador. 
Cuando Yuna se despierta se encuentra en el Etéreo, lugar donde se encuentra con un chico, muy parecido a Tidus, que se da a conocer como Shuyin. Cuando éste abraza a Yuna, que se encuentra de pronto vestida con la vestifera Estrella Pop, esta última comienza a desprender lucilos, mientras Shuyin llama a Yuna con el nombre de Lenne.
De pronto aparecen Nooj y Gippal, haciendo que Shuyin se convierta en Baralai, que se encuentra poseído por Shuyin. Baralai escapa por un agujero temporal mientras sus dos compañeros le entregan a Yuna dos esferas, diciendo que se las dé a Paine; tras esto, ambos persiguen a Baralai. Yuna aparece entonces en una plataforma rocosa, sola, rodeada de oscuridad.
Tras gritar y maldecir a la nada, Yuna cae de rodillas y dice: "Estoy tan sola".
De pronto se oye a Tidus silbando, haciendo que la chica comience a buscar en todas direcciones, oyendo el sílbido 3 veces más, apareciendo un camino de luz creado por lo que parece ser el espíritu del joven.
Al seguirle, Yuna despierta en el subterráneo de Bevelle, siendo encontrada por el resto de Las Gaviotas, concluyendo el capítulo.

### Capítulo 4
En este capítulo Yuna decidirá hacer un concierto para poder unir a toda Spira contra el malvado Vegnagun; para ello piensan en alguien que pueda redestribuir las entradas para el concierto, y ese es Tolbi. Las gaviotas se dirigen al Río de la Luna. Resulta que Tolbi no está y unos albehd lo buscan también. Al final Yuna y las demás lo encuentran en Guadosalam y éste les dice que mandará a todas sus relaciones públicas por Spira anunciando el concierto.
En la segunda parte Yuna tendrá que proteger la Llanura de los Rayos, lugar dónde se celebrará el concierto. Tras encontrar las catacumbas dónde está el pirodragón que amenazaba el concierto, las Gaviotas le vencen y consiguen que esté todo listo para el concierto.
Ahora preparate para ver el mejor vídeo de todo Final fantasy , en él se descubre porque Shuyin quiero dominar Spira, y quién es Lenne.
Después del concierto Leblanc habrá abordado el barco y la tendrás que visitar en el cuarto de máquinas.
Finalmente tendrás que visionar desde el barco volador todas las videoesferas que Shinra coloco en todos los sitios.
Por último habla con Shinra otra vez, y dará por finalizado el capítulo.

### Finales alternativos
Otra característica de FFX-2 es que durante la historia uno puede escoger diferentes misiones alternativas las cuales no entran directamente en la historia, pero que servirán de una u otra forma, ya sea consiguiendo vestisferas, nuevos ítems, o conociendo un poco más de la historia, demás de que por momentos uno podrá decidir que misión aceptar o cual no, lo que traerá por consecuencia cambios en la historia, e incluso en el final del juego ya que este presenta cinco finales:
- El malo: Vegnagun destruye Spira.
- El triste: Yuna camina por un camino de flores y aparece detrás de ella el espíritu de Tidus.
- El bueno: Vegnagun muere y Baralai, Nooj y Gippal dan un discurso (mata al enemigo final para verlo) Tidus regresa a Isla Besaid y se reencuentra con Yuna, acaba definitivamente con una conversación en Zanarkand donde hablan sobre si Tidus va a desaparecer o no.

## Jugabilidad
Final Fantasy X-2 es un RPG (juego de rol) japonés, con un sistema de combate híbrido entre el sistema por turnos y el sistema de combate en tiempo real. En este juego, al contrario que en su precuela, los tres personajes iniciales serán los únicos que utilizaremos en todo el juego, por lo tanto desaparece la opción de intercambiar personajes durante la batalla. Al desaparecer los eones en su antecesor, aquí sólo aparecen como enemigos. Tanto los escenarios como los personajes están hechos con modelos 3D.

### Sistema de batalla
El sistema de combate es más complejo que en FFX ya que no es por turnos de forma estricta. Se vuelve al sistema de ATB o Active Time Battle, en el cual podrás tomar un turno cuando tu barra de ATB se llene por completo, esto se cumplo para los comandos rápidos como Atacar y Escapar, pero hay una arista, al seleccionar alguna habilidad o objeto tendrás que esperar que se llene otra barra y cuando lo haga ejecutaras esa habilidad o usarás ese objeto.
Para acortar los tiempos de la segunda barra hay habilidades especiales. Cabe mencionar que cuando uses un objeto la segunda barra será más pequeña y tomara menos tiempo que una habilidad.

### Vestiferas
La principal diferencia con respecto a FFX es que en esta secuela, para poder utilizar las habilidades en las batallas es necesario vestir un traje especial (ladrona, maga, pistolera, guerrera, etc.) la cual se consigue a través de vestisferas las cuales se consiguen a lo largo del juego, estas esferas se pueden intercambiar a lo largo de una batalla ya que cada vestimenta presenta habilidades, por ejemplo, vistiendo el traje de cantante, en lugar de hacer ataques físico, cantas creando algún efecto (dormir al enemigo, confundirlo, etc.) y en cambio warrior (guerrera) lo único que hace es ataques físicos, aquí es donde entra la estrategia ya que lo conveniente es que cada personaje tenga distinto trajes para que durante la batalla se obtengan buenos resultados.

### Losas de atuendos
Estos objetos te permiten usar las Vestiferas y además te entregan habilidades automáticas y otras que para usarlas deberás recorrer la Losa de Atuendos. Por ejemplo hay Losas de Atuendos que no poseen habilidades automáticas por el solo hecho de usarlas, en cambio sí poseen habilidades especiales, si al cambiar de Vestifera en batalla, cruzas por un nodo. Las Losas de Atuendos pueden usarse por todas las chicas pero solo podrán utilizar las que estén instaladas en esa Losa de Atuendos.

## Final Fantasy X-2 International Last Mission
Final Fantasy X-2 International Last Mission es una expansión del juego con nuevas mejoras. El juego estaba solamente en japonés, pero gracias a la versión HD del Final Fantasy X/X2 para ps3\psvita\ps4, se pudo traducir en nuestro idioma y llegar a los demás continentes traducido.
La historia es la misma que en Final Fantasy X-2, pero contiene mejoras, como nuevas misiones, un coliseo y un modo para capturar monstruos. También se pueden tener otros personajes además de Yuna, Rikku y Paine, como Hermano, Lulu, Leblanc...

### Historia
Al ser la continuación de Final Fantasy X-2, han pasado tres meses desde el final del X-2 y el grupo de cazaesferas "Las Gaviotas" se ha dispersado. 
Un día alguien cita, con cartas, a las tres ex-cazaesferas (Yuna, Rikku y Paine) en el estadio de Luca. Cuando las chicas se reencuentran releen las cartas. En la carta pone que deben viajar a una misteriosa torre, la torre Yanodoki, ya que ese "alguien" ha afirmado que en el piso ochenta y último de ésta, las tres encontrarán "algo interesante". Pero para llegar hasta arriba, las tres deberán luchar con su propia fuerza.